# Crawfordapis luctuosa
Crawfordapis luctuosa is een vliesvleugelig insect uit de familie Colletidae. De wetenschappelijke naam van de soort is voor het eerst geldig gepubliceerd in 1861 door Smith.